# Saint-Paul-en-Pareds
Saint-Paul-en-Pareds is een gemeente in het Franse departement Vendée (regio Pays de la Loire) en telt 1062 inwoners (2005). De plaats maakt deel uit van het arrondissement La Roche-sur-Yon.

## Geografie
De oppervlakte van Saint-Paul-en-Pareds bedraagt 12,2 km², de bevolkingsdichtheid is 87,0 inwoners per km².
De onderstaande kaart toont de ligging van Saint-Paul-en-Pareds met de belangrijkste infrastructuur en aangrenzende gemeenten.

## Demografie
Onderstaande figuur toont het verloop van het inwonertal (bron: INSEE-tellingen).

1. ↑  Populations de référence 2022.